# Anatolij Kolesow
Anatolij Iwanowicz Kolesow (ros. Анатолий Иванович Колесов; ur. 18 stycznia 1938 we wsi Litwinskoje, zm. 2 stycznia 2012 w Moskwie) – radziecki zapaśnik walczący w stylu klasycznym. Mistrz olimpijski z Tokio 1964, w kategorii do 78 kg.
Mistrz świata w 1962, 1963 i 1965.
Mistrz ZSRR w 1959 i 1964 roku. Zakończył karierę w 1966. Od 1966 do 1969 roku, główny trener narodowej drużyny zapaśniczej ZSRR. Członek władz sportowych na szczeblu krajowym i międzynarodowym. Przewodniczył Federacji Zapaśniczej ZSRR w 1991.
Pochowany na Cmentarzu Trojekurowskim w Moskwie.